# Teatro Judío de Varsovia
El Teatro Judío Ester Rachel e Ida Kaminska (en polaco: Teatr Żydowski im Estery Racheli i Idy Kamińskich) también conocido como Teatro Judío de Varsovia es una institución teatral estatal en Varsovia, capital de Polonia. 
Recibió su nombre de la actriz polaco-judía Ester Rachel Kamińska, a quien llamaban la "madre del teatro yiddish", y de su hija, la actriz nominada al Premio Oscar, Ida Kamińska.
Ida Kamińska dirigió el teatro y actuó en sus producciones desde el momento de su fundación hasta 1968.

## Antecedentes
El Teatro Judío Estatal se formó en 1950 a partir de dos compañías de teatro que actuaron en Breslavia y Łódź en 1945-1950. El teatro funcionó en ambas ciudades durante los años siguientes y ofreció actuaciones de invitados en toda Polonia. En 1955 se trasladó definitivamente a Varsovia. Desde 1970 se presenta en su propio edificio en la Plaza Grzybowski.

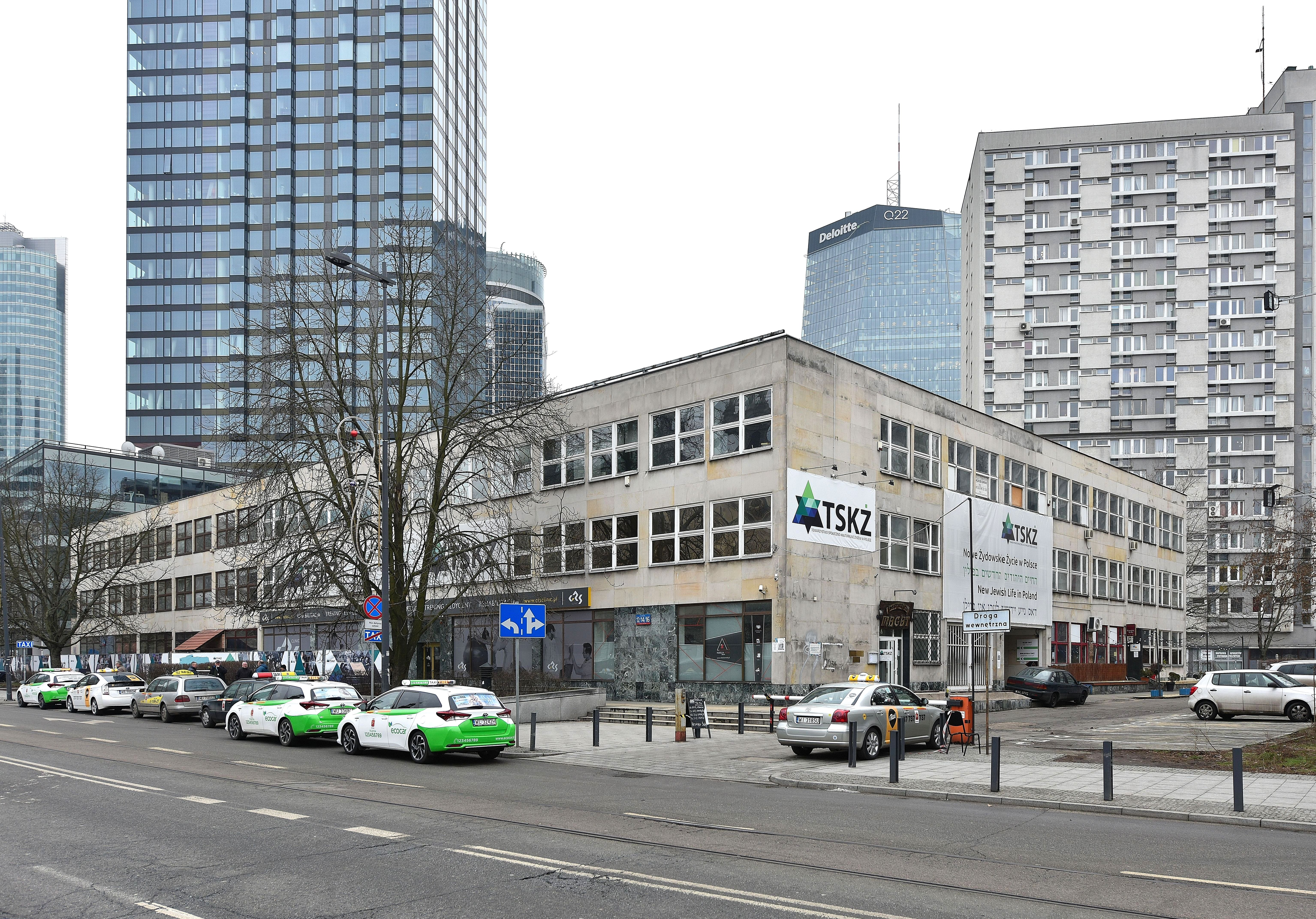
El antiguo edificio del Teatro en Plaza Grzybowski. El edificio fue demolido en 2017.

Desde sus inicios, el teatro ha buscado continuar con las ricas tradiciones de los escenarios teatrales judíos de antes de la guerra en Polonia. Las obras en el teatro se muestran en polaco y yiddish (se encuentran disponibles auriculares con traducción al polaco).
El teatro cultiva la creatividad del gran drama judío. Su repertorio cuenta con las mejores obras de Abraham Goldfaden, Méndele Móijer Sfórim, Sholom Aleichem, Isaac Leib Peretz y Jacob Gordin.
El presidente del teatro fue, en los años 1970 a 2014, el actor Szymon Szurmiej.
El Teatro Judío de Varsovia se cerró en 2016, cuando el propietario del edificio decidió vaciar el edificio antes de autorizar su demolición. Su director y actores protestaron por la decisión.
Malgorzata Zakrzewska, un miembro del Concejo Municipal de Varsovia, llamó al teatro judío “uno de los guardianes más importantes de la cultura judía en Varsovia y en toda Polonia”.
“Es nuestro compromiso, pero también nuestra responsabilidad por la cultura, que fue un elemento permanente del paisaje de Varsovia antes de la guerra”, dijo Zakrzewska en una conferencia. Las remodelaciones del teatro terminarían dentro de cinco años aproximadamente.

### Bajo la dirección de Ida Kamińska (1950-1968)
El repertorio presentado es, como antes de la guerra, una mezcla de clásicos yiddish y adaptaciones de la literatura mundial, así como piezas ocasionalmente "políticamente correctas". Es un teatro realista de emociones fuertes, expresadas a través de palabras rítmicas, gestos evocadores y movimientos estilizados. Es también un teatro moral que vuelve constantemente a la lucha entre el bien y el mal. También es un teatro que recuerda a los millones de judíos polacos asesinados durante los pogromos antisemitas y el Holocausto en Polonia.
Ida Kamińska dirigió el teatro hasta 1968, empleando principalmente actores yiddish de antes de la guerra, incluidos Chewel Buzgan (1897-1971), Izaak Grudberg (Yitskhok Ber Turkow, 1906-1970), Ruth Taru-Kowalska (1909-1979), Avrom Morevski ( 1886-1964), Seweryn Dalecki (1913-2006), Michał (Moyshe) Szwejlich (1910-1995) y Juliusz Berger (1928-1999). Ida Kamińska apareció en casi 150 papeles (contando los anteriores a la Segunda Guerra Mundial). No solo es actriz, sino también directora, traductora teatral, directora y docente.

### Bajo la dirección de Szymon Szurmiej (1969-2014)

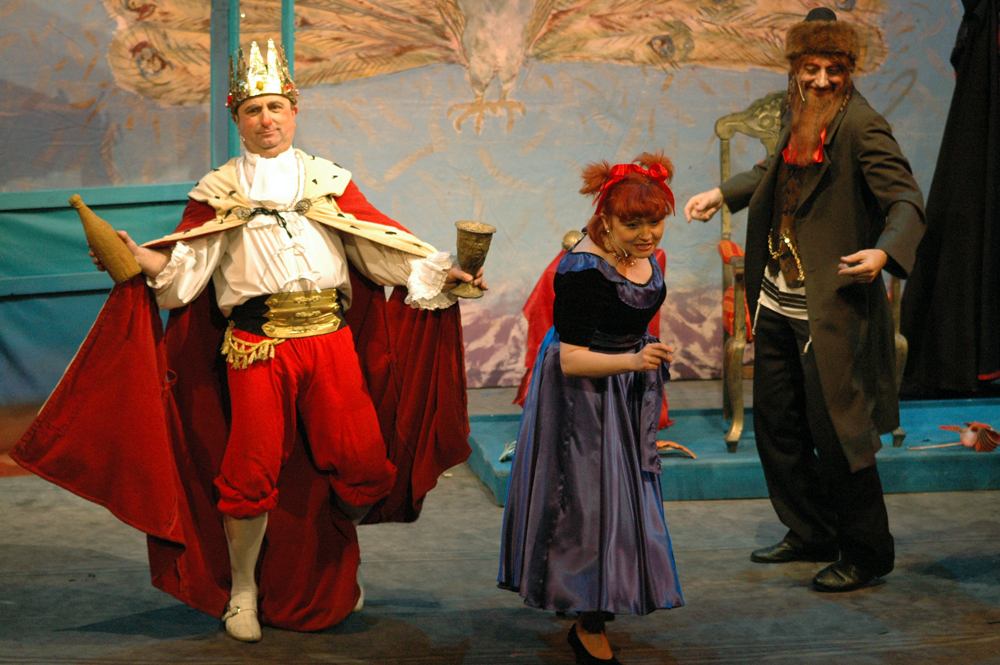
Obra Purim spiel interpretación en Yiddish en marzo de 2009

Desde 1969, Szymon Szurmiej ha sido director artístico del teatro y se convirtió en su gerente general en 1970. El antiguo teatro envejecido apenas recibió espectadores después de 1968, pero en la nueva sala inaugurada el 5 de diciembre de 1970 con la obra Tevié le laitier, poco a poco volvió el público, esta vez con mayor frecuencia utilizando auriculares para las obras en yiddish. Este público es el de los intelectuales de Varsovia.
Si bien la mayoría de la compañía y su audiencia se fueron y el idioma yiddish ya no se enseña ni se habla en Polonia, para compensar la partida de los actores, Szymon Szurmiej creó un estudio de actores donde los nuevos actores aprenden yiddish con los pocos profesores restantes. Algunos actores procedían de regiones con diferentes dialectos yiddish, se logró una fusión gracias a este estudio dirigido por Michał Friedman (Mojsze-Pinchos Fridman), asistido por el actor Piotr Erlich. Incluso más que con Ida Kamińska, el teatro es un centro de promoción de la cultura y la lengua yiddish, política que toma forma institucional con la creación del Centro Cultural Yiddish en julio de 2012.

### Bajo la dirección de Gołda Tencer (desde 2015)
Actualmente, la actriz y cantante Gołda Tencer está a cargo de la dirección del teatro. Ella decidió abrir el escenario a jóvenes directores,

## Actores asociados
Muchos actores fueron asociados al teatro judío:
- Rywa Buzgan, Noemi Jungbach, Ida Kamińska, Ruth Kamińska, Estera Kowalska, Alicja Miłoszewska, Ruth Kowalska, Halina Lercher, Danuta Morel, Czesława Rajfer, Zofia Rajfer, Stefania Staszewska, Lena Szurmiej, Etel Szyc, Gołda Tencer.
- Juliusz Berger, Mieczysław Bram, Chewel Buzgan, Seweryn Dalecki, Izaak Dogim, Piotr Erlich, Leon Garbarski, Karol Latowicz, Herman Lercher, Marian Melman, Abraham Morewski, Henryk Rajfer, Jack Recknitz, Józef Retik, Samuel Rettig, Abraham Rozenbaum, Jan Szurmiej, Dawid Obłożyński, Szymon Szurmiej, Michał Szwejlich, Zygmunt Turkow.